# قميعيات
القميعيات (الاسم العلمي: Xenophoridae)، فصيلة حيوانات بحرية من الرخويات بطنيات القدم، أحجامها متوسطة وكبيرة.